# Fimbristylis ferruginea
Fimbristylis ferruginea là loài thực vật có hoa trong họ Cói. Loài này được (L.) Vahl mô tả khoa học đầu tiên năm 1805.